# Ежовик рыжеющий
Ежови́к рыже́ющий, или ры́же-кра́сный (лат. Hýdnum ruféscens) — вид грибов-базидиомицетов, относящийся к роду гиднум.

## Описание

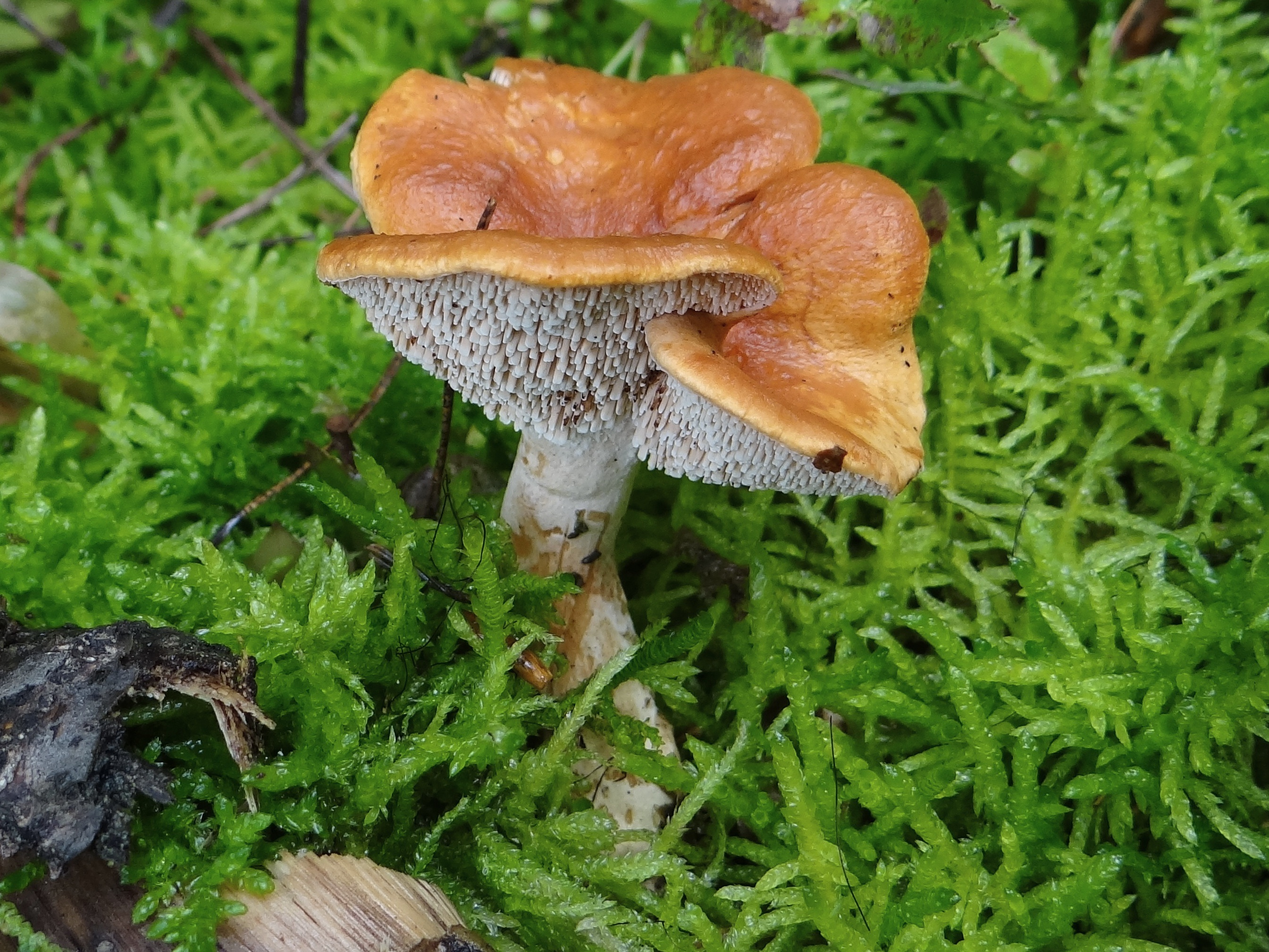

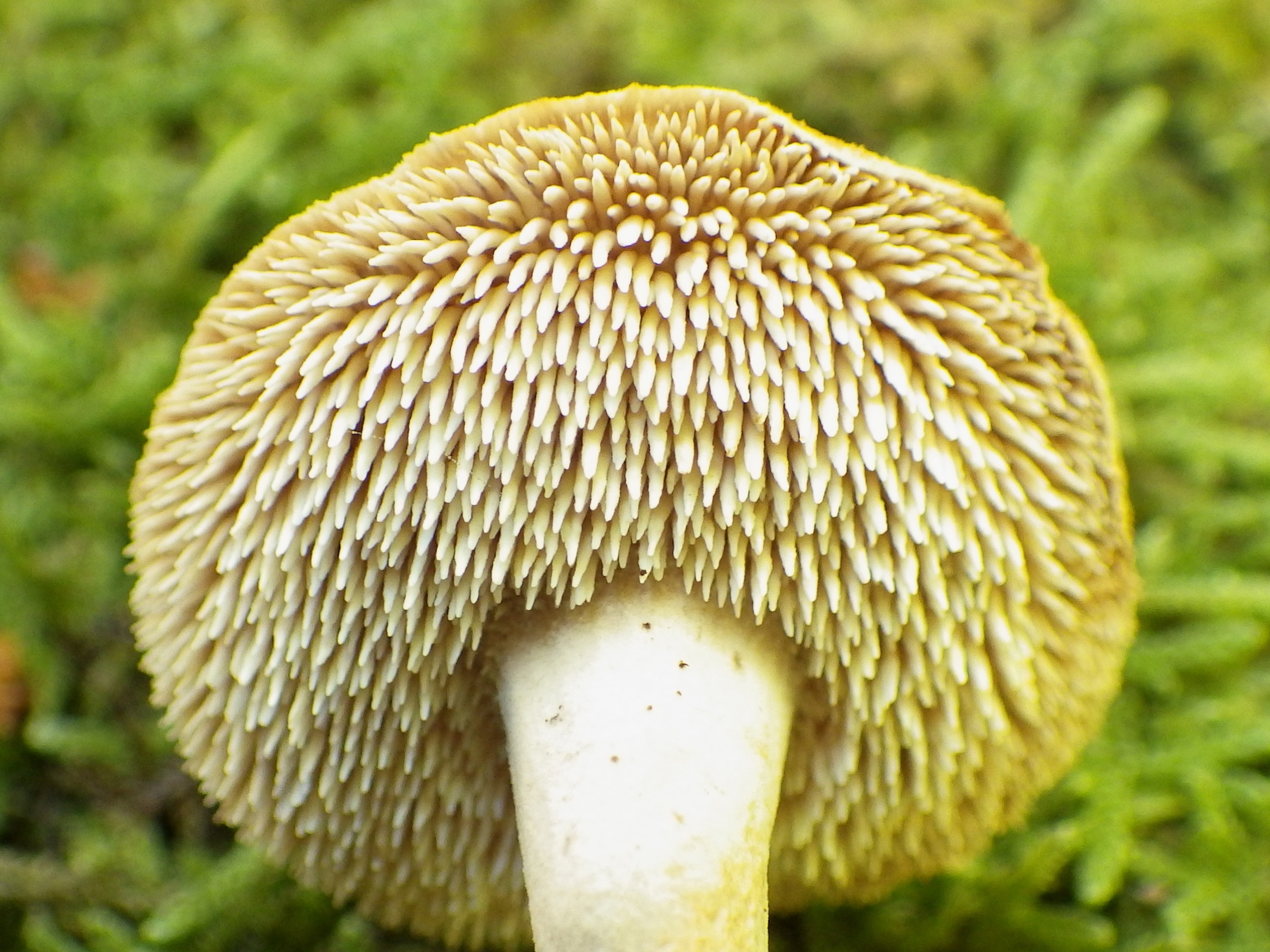

Плодовые тела одиночные или в сростках, шляпко-ножечные. Шляпка 2—5(10) см в поперечнике, выпуклая, затем уплощённая и с широким неглубоким понижением в центральной части, у молодых грибов с подвёрнутым краем, в молодом возрасте несколько бархатистая. Окраска охристая, оранжево-жёлтая или оранжево-коричневая, с возрастом плодового тела бледнеет, иногда имеются концентрические зоны.
Ножка 1—4,5(8) см длиной и 1,5—15 мм толщиной, центральная или эксцентрическая, выполненная, иногда несколько сплюснутая, белая или розоватая, у молодых грибов несколько шерстистая.
Гименофор шиповатый, не нисходящий на ножку, шипики шиловидные, довольно частые, до 5 мм длиной, розовато-кремовые.
Мякоть крепкая, розоватая, на воздухе желтеет, без особого вкуса и запаха.
Базидии 36—45×8—10 мкм, цилиндрические до булавовидных, четырёхспоровые. Споры широкоэллиптические до почти шаровидных, 6,3—8,1×5,4—6,3 мкм, гиалиновые, в массе белые.
Считается хорошим съедобным грибом.

## Экология и ареал
Широко распространённый в Северном полушарии вид, встречающийся в различных лесах, образуя микоризу с хвойными и лиственными деревьями, нередко встречается среди сфагнума.

## Синонимы
- Dentinum rufescens (Pers.) Pouzar, 1956, nom. illeg.
- Hydnum repandum f. rufescens (Pers.) Nikol., 1961
- Hydnum repandum subsp. rufescens (Pers.) Pers., 1825
- Hydnum repandum var. rufescens (Pers.) Barla, 1859
- Hydnum sulcatipes Peck, 1907
- Sarcodon repandus var. rufescens (Pers.) Quél., 1886
- Sarcodon rufescens (Pers.) R.Heim, 1957
- Tyrodon repandus var. rufescens (Pers.) P.Karst., 1881
- Tyrodon rufescens (Pers.) P.Karst., 1889